# Elezioni parlamentari a Malta del 1981
Le elezioni parlamentari a Malta del 1981 si tennero il 12 dicembre. Esse videro la vittoria del Partito Laburista che, sebbene avesse ottenuto meno seggi del Partito Nazionalista, ottenne tre seggi in più.
Tale circostanza causò una crisi costituzionale che sfociò nel boicottaggio del parlamento da parte del Partito Nazionalista. Per risolvere la questione venne trovato un compromesso tra le parti varando un muovo sistema elettorale in cui, se dovesse ripetersi uno scenario come quello dell'1981, il partito che ha ottenuto il più alto numero di voti si vedrà assegnato un numero supplementare di seggi in parlamento, in modo da assicurare una maggioranza parlamentare.

## Risultati
| Liste                | Voti    | %     | Seggi |
| -------------------- | ------- | ----- | ----- |
| Partito Nazionalista | 114 132 | 50,92 | 31    |
| Partito Laburista    | 109 990 | 49,07 | 34    |
| Indipendenti         | 29      | 0,01  | –     |
| Totale               | 224 151 | 100   | 65    |